# Флореана
Флореа́на (ісп. Floreana) або Са́нта-Марі́я (ісп. Santa Maria) — острів у складі Галапагоського архіпелагу.

## Назва
Острів названий на честь Хуана Хосе Флореса, першого президента Еквадору, під час правління якого Еквадор отримав контроль над островами. Друга назва острова походить від назви корабля Санта-Марія, одної з каравел в експедиції Колумба. Старіша назва острова — Чарльз (англ. Charles), або о́стрів Ка́рла.

## Географія

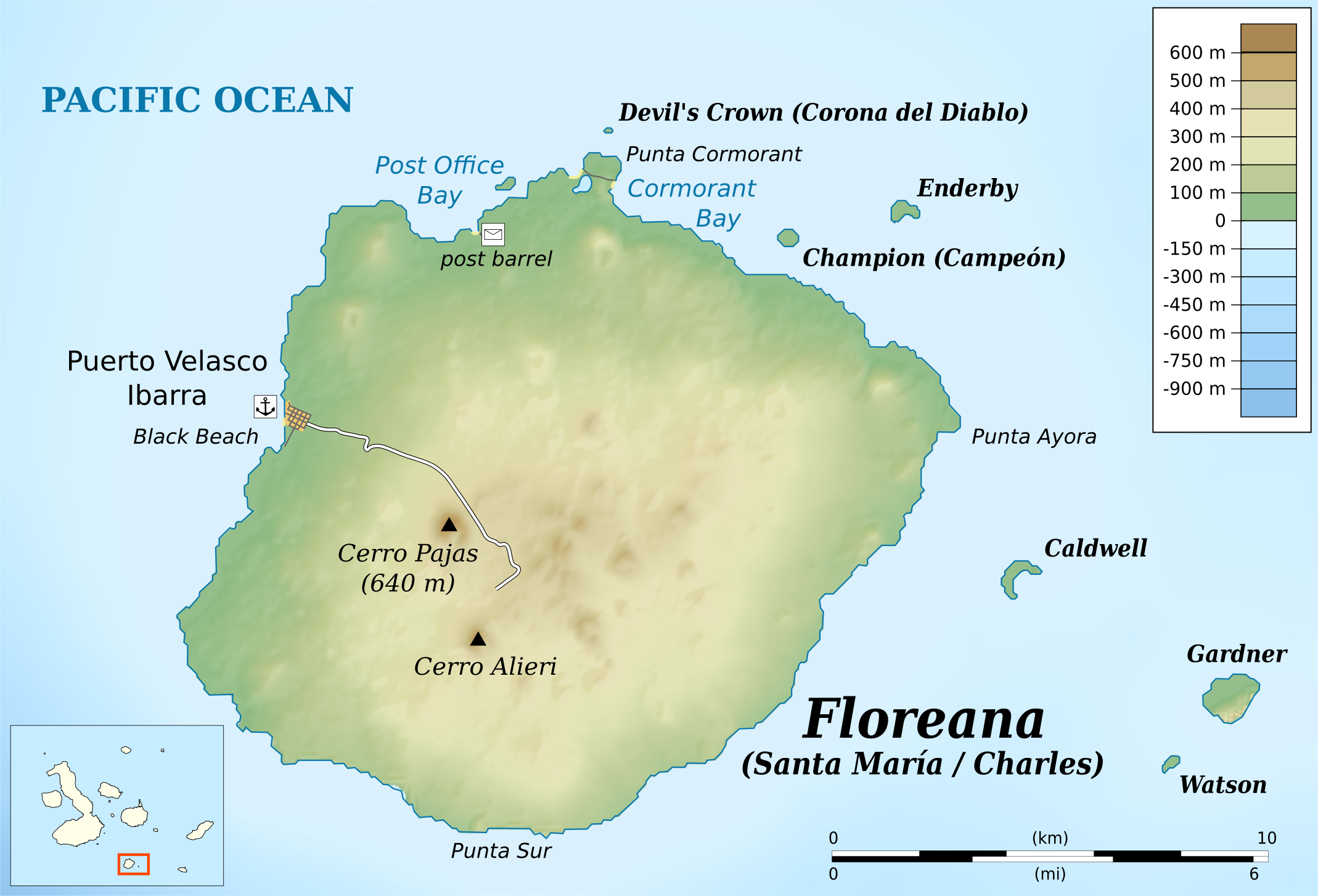
Мапа острова

Площа острова 173 км², максимальна висота — вулкан Сьєрро-Пажас, висотою 640 м. Цей острів був населений першим та має надзвичайно цікаву історію людської діяльності на архіпелазі, яку коротко описав Герман Мелвілл у своєму оповіданні «Енкантадас, або Зачаровані острови» (нарис «Острів Карла і собачий король»).
На острові гніздяться фламінго, зелені морські черепахи і деякі буревісники. Біля острова, на вершині підводного вулкану Корона Диявола, знаходяться коралові зарості. Біля мису Пунта-Корморант знаходиться великий пляж, де часто відпочивають морські леви та інші морські мешканці.
В Поштовій затоці з 18 століття китобої тримали бочку, що служила поштовим відділенням — кораблі, що проходили поруч, забирали пошту та доставляли її на материк. Ця бочка діє і зараз як альтернативна поштова скринька, куди кладуть листи, що доставляються відвідувачами уручну.